# Pagamea pilosa
Pagamea pilosa är en måreväxtart som först beskrevs av Paul Carpenter Standley, och fick sitt nu gällande namn av Julian Alfred Steyermark. Pagamea pilosa ingår i släktet Pagamea och familjen måreväxter. Inga underarter finns listade i Catalogue of Life.